# Heinz Alt
Heinz Alt (Moravská Ostrava 1922 – Dachau, 6 de enero de 1945) fue un compositor alemán y una víctima del régimen nazi.

## Biografía
Pocos datos se conocen de Heinz Alt, que trabajó como compositor en el Campo de concentración de Theresienstadt, junto con Viktor Ullmann, Gideon Klein, Pavel Haas, Hans Krása y otros. En junio de 1943 llegó a Theresienstadt desde Ostrava. Se conoce su participación en la vida cultural del campo con una interpretación de sus 6 Miniaturen für Klavier (6 miniaturas para piano) en el segundo de los conciertos de "Studio für neue Musik", bajo la dirección de Viktor Ullmann. También se sabe que compuso un acompañamiento para piano de Das böhmische Lied (La canción checa) de Smetana, que preparó para la celebración en el campo del 60.º aniversario de la muerte del compositor, fallecido el 12 de mayo de 1884. En esa ocasión el pianista fue Karel Reiner y el cantante el bajo Karel Berman.
En septiembre de 1944, Heinz Alt fue deportado a Auschwitz,  luego al campo de concentración de Dachau , donde murió el 6 de enero de 1945.